# عقارب الساعة (فلم)
يستعرض الفيلم التراث القطرى والخليجى بشكل عام حيث يتعرض للأساطير الشعبية، فتدور أحداثه في عالم البحار انعكاسا لحقبة تاريخية للخليج حيث كان الغوص وتجارة اللؤلؤ هما العمل الرئيس، حيث تدور الأحداث حول سعد الذي ينجو من الغرق بصحبة عتيق الذي يعلمه فنون الصيد واسراره، ثم يكتشف ارتباطه بعالم الجن وتتوالى الأحداث

## طاقم التمثيل
- عبد الله حامد
- علي حسن
- ميساء مغربي
- صلاح درويش
- علي ميرزا
- ناصر المؤمن
- عبد الله غيفان
- سعيد المناعي
- نافذ السيد
- محمد الصايغ
- محمد حسن المحمدي
- خالد عبد الكريم
- سالم الجحوشي
- فرج سعد
- راشد الشبيب
- عبد اللطيف عبد الله
- مريم فهد
- شعيل بخيت
- زكريا الدوسري
- محمد الدوسري
- عنبر مطر
- سامي محيى